# Gheorghe Ariton
Gheorghe Ariton (n. 20 octombrie 1943) este un fost deputat român în legislatura 1996-2000 și legislatura 2000-2004, ales în județul Constanța pe listele partidului PRM. În perioada 1967-1972, Gheorghe Ariton a activat în comandamentul marinei române. În legislatura 1996-2000, Gheorghe Ariton a fost membru în grupurile parlamentare de prietenie cu Marele Ducat de Luxemburg, Republica Cuba și Republica Italiană.
În legislatura 2000-2004, Gheorghe Ariton a fost membru în grupurile parlamentare de prietenie cu  Republica Islamică Pakistan, Republica Turcia și Republica Azerbaidjan.